# Курганське
Курга́нське — село в Україні, у Козелецькій селищній громаді Чернігівського району Чернігівської області. Населення становить 65 осіб. До 2016 орган місцевого самоврядування — Данівська сільська рада.

## Історія
12 червня 2020 року, відповідно до розпорядження Кабінету Міністрів України № 730-р «Про визначення адміністративних центрів та затвердження територій територіальних громад Чернігівської області», увійшло до складу Козелецької селищної громади.
19 липня 2020 року, в результаті адміністративно - територіальної реформи та ліквідації Козелецького району, село увійшло до складу Чернігівського району Чернігівської області.

## Населення
1901 - 480 мешканців.

### Мова
Розподіл населення за рідною мовою за даними перепису 2001 року:
| Мова       | Кількість | Відсоток |
| ---------- | --------- | -------- |
| українська | 104       | 98.11%   |
| російська  | 2         | 1.89%    |
| Усього     | 106       | 100%     |